# Seebach, Wartburg
Seebach là một đô thị trong huyện Wartburg ở bang Thüringen, Đức. Đô thị này có diện tích 3,62 km².